# Art et Industrie
La revue Art et Industrie est créée en juillet 1909 par Eugène Corbin (1867-1952) et son frère, Louis Corbin. Cette revue a pour but d’associer l’art, la production industrielle et la diffusion à l’échelle nationale et internationale. 

## Histoire
Art et Industrie est une revue mensuelle fondée et financée par les frères Eugène et Louis Corbin. Elle est une vitrine pour les Magasins Réunis, une alliance française de magasins créée à Nancy par leur père, Antoine Corbin (1835-1901). Ces grands magasins sont le symbole de la modernité et de la démocratisation des productions industrielles, présentant notamment une galerie artistique au quatrième étage avec ascenseur.
La revue est liée à l’École de Nancy. En effet, son titre indique la direction suivie par les artistes de cette école, seule association française « d’industriels, d’artisans et d’artistes ». 
Émile Goutière-Vernolle (1855-1927), journaliste nancéien, est le rédacteur en chef d’Art et Industrie. Il est assisté par Émile Nicolas (1871-1940), critique d’art né à Saint-Max. Ce dernier approuve l’utilisation du domaine végétal comme répertoire d’illustration de la revue. Le peintre, sculpteur et graveur, Victor Prouvé (1858-1943) dessine notamment la couverture de la revue à partir de juillet 1910 et organise son aspect pédagogique.
Le siège de la revue se situe à Nancy, et dispose de plusieurs services rédactionnels se trouvant notamment à Paris, Strasbourg, Bruxelles, New-York, Vienne, Berlin, Munich, Leipzig et Saint-Pétersbourg.

## Publications
La revue valorise tout d’abord l’art appliqué lorrain en mettant en avant les productions artisanales pouvant « être reproduites en séries industrielles limitées » puis vendues par les Magasins Réunis. À partir de 1910, Eugène Corbin souhaite diffuser sa revue à l’international. 
Différents domaines de l’art décoratif sont illustrés, tels que le mobilier, les jouets d’enfants, les arts du spectacle, les arts orientaux, l’art rustique, ou encore l’enseignement de « l'art déco » dans différentes écoles professionnelles européennes. La revue octroie également quelques pages à des produits étrangers de l’art décoratif comme ceux de Munich, malgré les réticences d’Eugène Corbin.

## Fin de la revue
L’année 1914, avec le début de la Première Guerre mondiale, marque l’arrêt de la publication de la revue.
Après la guerre, une nouvelle revue est créée, portant le même titre. Néanmoins, elle n'est pas administrée par Eugène Corbin.